# Janvier 1787
Cette page présente les faits marquants du mois de janvier 1787.

## Événements
- 1er janvier : diplômes de Joseph II révisant la constitution des Pays-Bas autrichiens. En réaction, les États de Brabant refusent de consentir l’impôt (23 avril)[1]. Joseph II réplique par la dissolution des états.
- 11 janvier :
  - l'astronome britannique William Herschel découvre Titania et Obéron, satellites d'Uranus.
  - Traité de commerce entre la Russie et la France négocié par le comte Philippe Henri de Ségur[2].
- 13 janvier : révision du code pénal de Marie-Thérèse. La peine de mort est abolie, sauf pour les cours martiales[3]. Les dernières lois contre la sorcellerie sont abolies.
- 18 janvier : début du voyage de Catherine II de Russie en Crimée[4].

## Naissances
- 24 janvier : Christian Ludwig Brehm, ornithologue allemand († 23 juin 1864).

## Décès
- 1er janvier : José Anastácio da Cunha (né en 1744), mathématicien portugais.